# Митько, Евгений Николаевич
Евгений Николаевич Митько (1 ноября 1931, Мариуполь — 29 апреля 2007, Москва) — советский писатель и драматург, сценарист. Руководитель мастерской режиссёров игрового кино (с 2002 г.) Высших курсов сценаристов и режиссёров.

## Биография
Родился 1 ноября 1931 в Мариуполе. Пережил немецкую оккупацию во время Великой Отечественной войны.
В 1957 году окончил сценарный факультет Всесоюзного государственного института кинематографии по курсу научно-популярного фильма (руководитель Б. А. Альтшулер). В 1957—1958 годах учился на сценарных курсах при сценарной студии (мастерские кинодраматургов М. Н. Смирновой и Е. И. Габриловича)
В 1958 году на киностудии «Ленфильм» режиссёр Н. И. Лебедев поставил по первому сценарию Е. Митько художественный фильм «На переломе».
По сценариям Е. Митько поставлено около 35 художественных кино- и телефильмов. Наиболее известные из них — «Республика ШКИД» (Евгений вместе с Геннадием Полокой дорабатывал сценарий Л. Пантелеева, но не указан в титрах), «Цыган» (1967), «Подпольный обком действует», «Бумбараш», который на пятом Всесоюзном фестивале телефильмов в 1972 г. был отмечен призом, а в 2008-м по независимым опросам Livejournal.com и Liveinternet.ru включён в «100 лучших российских фильмов», и др. Многие сценарии Е. Митько публиковались в различных изданиях, как российских, так и иностранных. Несколько сценариев, в том числе «Предрассветный шторм» (1956), «Корабль моей юности» (1958), «Гражданин в тюбетейке» (1962), были напечатаны в журнале «Искусство кино».
Многие сценарии Е. Митько на отечественных и зарубежных конкурсах на лучший сценарий занимали призовые места. На конкурсе «Зеркало» сюжет-заявка «Проклятый» завоевал главный приз.
На конкурсе германской фирмы Гемини-фильм «Приз Эйзенштейна» сценарий «Ода к радости» получил главную премию.
В 1991 году его сценарная заявка «Счастливый понедельник» участвовала в закрытом советско-американском конкурсе «Хартли-Меррилл-Прайз», в жюри которого сидели Никита Михалков и Рустам Ибрагимбеков. По словам журналиста, Михалков пришёл от заявки в восторг. Спустя семь лет вышел «Сибирский цирюльник». Евгений Митько обвинил режиссёра в присвоении сюжетной схемы и пригрозил судебным разбирательством. Впрочем, по словам журналистов, совпадений между заявкой и готовым сценарием было немного, а идею «Цирюльника» обсуждали в профессиональных кругах ещё в середине 1980-х гг.
Руководитель двух мастерских режиссёров игрового кино на Высших курсов сценаристов и режиссёров: в 2002—2004 годах совместно с А. И. Суриковой и В. П. Фокиным, в 2004—2005 годах совместно с В. Н. Наумовым и А. М. Добровольским.
Жена — актриса Любовь Омельченко (1947—2021), сын — Дмитрий.
Скончался 29 апреля 2007 года. Похоронен на Перепечинском кладбище Солнечногорского района Московской области.

## Сценарии
- 1957 — На переломе
- 1962 — Каменные километры (короткометражный)
- 1966 — Республика ШКИД (в титрах не указан)
- 1966 — Бурьян
- 1967 — Цыган
- 1971 — Бумбараш
- 1971 — Путина
- 1973 — Цемент
- 1975 — Там вдали, за рекой
- 1976 — Будёновка
- 1977 — Воспоминание…
- 1978 — Подпольный обком действует (также актёр)
- 1979 — Расколотое небо
- 1979 — Циркачонок
- 1979 — Дударики
- 1980 — Первой по росе прошла красавица (короткометражный)
- 1981 — Наше призвание
- 1981 — Остаюсь с вами
- 1982 — Живая радуга
- 1982 — Печальная повесть любви
- 1983 — Короткие рукава
- 1984 — В лесах под Ковелем
- 1984 — Невероятное пари, или Истинное происшествие, благополучно завершившееся сто лет назад
- 1986 — Экзамен на директора
- 1986 — Тайный посол
- 1986 — Я — вожатый форпоста
- 1987 — Твой брат — мой брат
- 1990 — Детство Тёмы
- 1996 — Клубничка
- 2005 — Ловитор
- 2008 — Радуга (не был завершён)
- 2010 — Око за око